# St. Georg (Weikersheim)

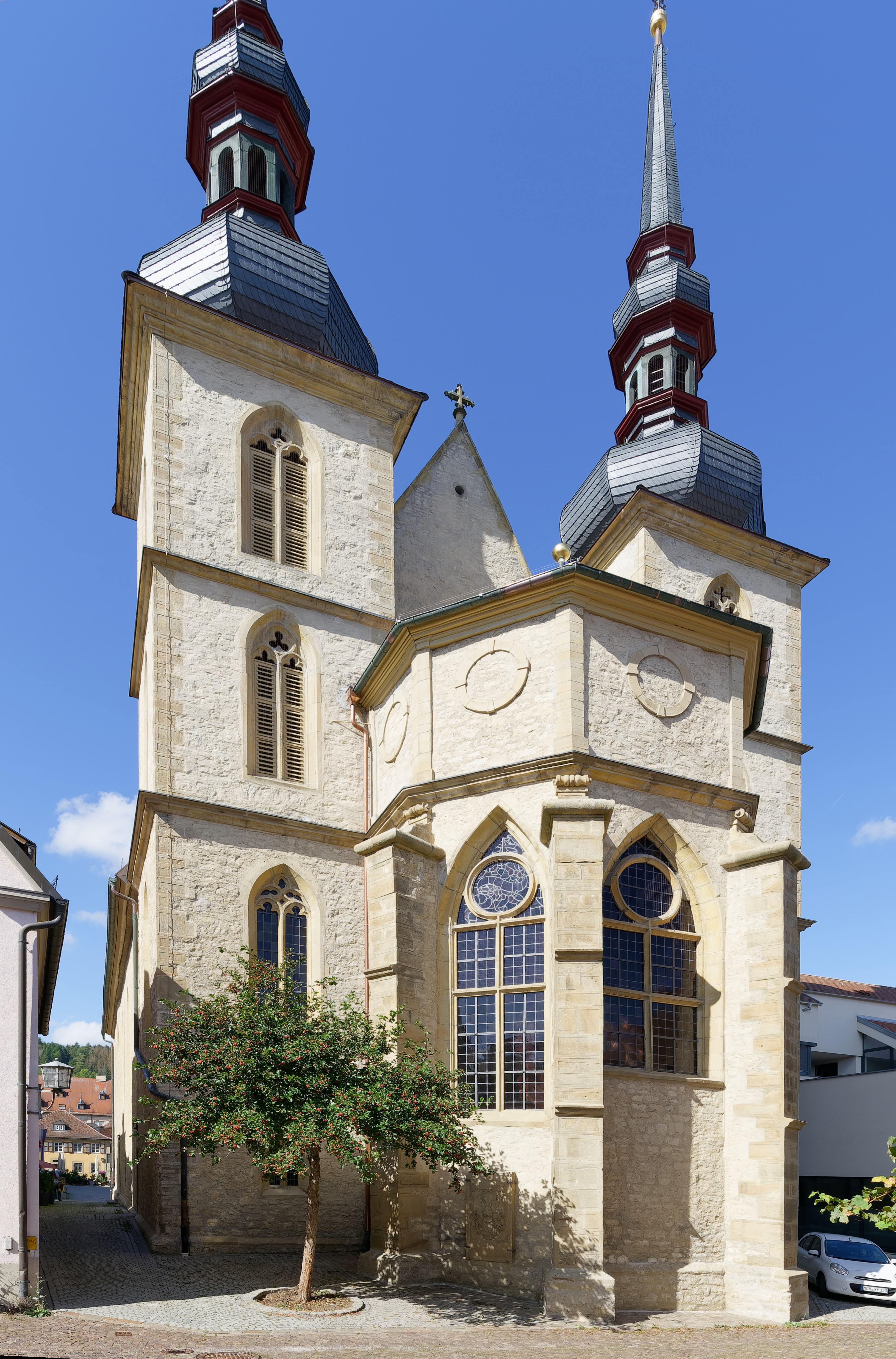
St. Georg in Weikersheim

Die Stadtkirche St. Georg steht in Weikersheim, einer Stadt im Main-Tauber-Kreis in Baden-Württemberg. Das Bauwerk ist beim Landesamt für Denkmalpflege Baden-Württemberg als Baudenkmal eingetragen. Die Kirche gehört zum Kirchenbezirk Weikersheim der Evangelischen Landeskirche in Württemberg.

## Beschreibung

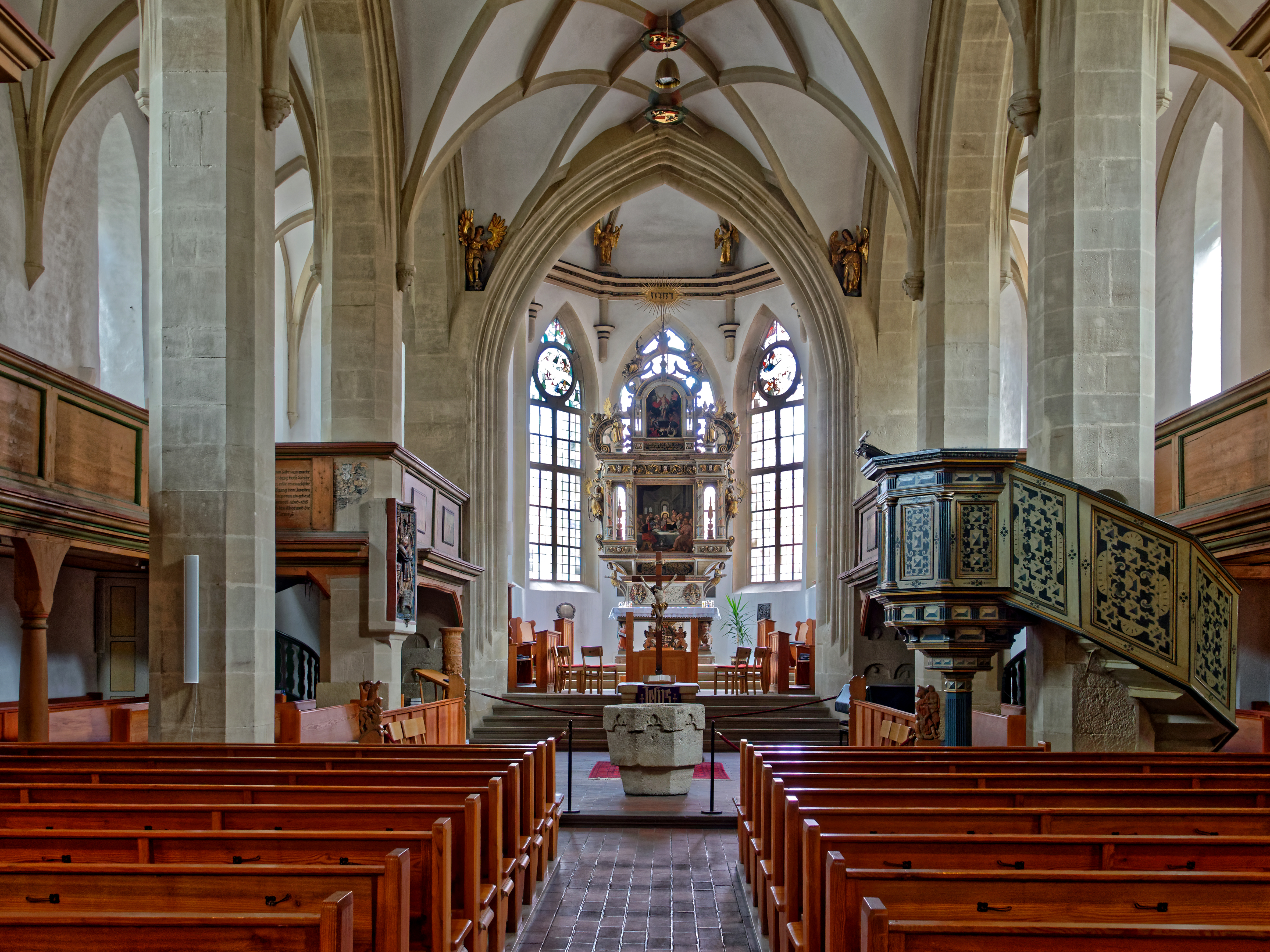
Blick zum Altar

Das Langhaus der Hallenkirche besteht aus  einem Mittelschiff und zwei Seitenschiffen. Der achteckige Kirchturm wurde 1587–92 in die Fassade im Westen des Mittelschiffs eingestellt. Im Osten des Mittelschiffs wurde 1615/18 der dreiseitig geschlossene, von Strebepfeilern gestützte Chor und die ihn flankierenden Glockentürme der Doppelturmfassade errichtet. 
Der Innenraum des Chors ist mit einem Sterngewölbe überspannt. Die beiden Glockentürme öffnen sich im Innenraum als Oratorien. Die Orgel wurde von Georg Martin Gessinger gebaut.